# دوج کوپرهد

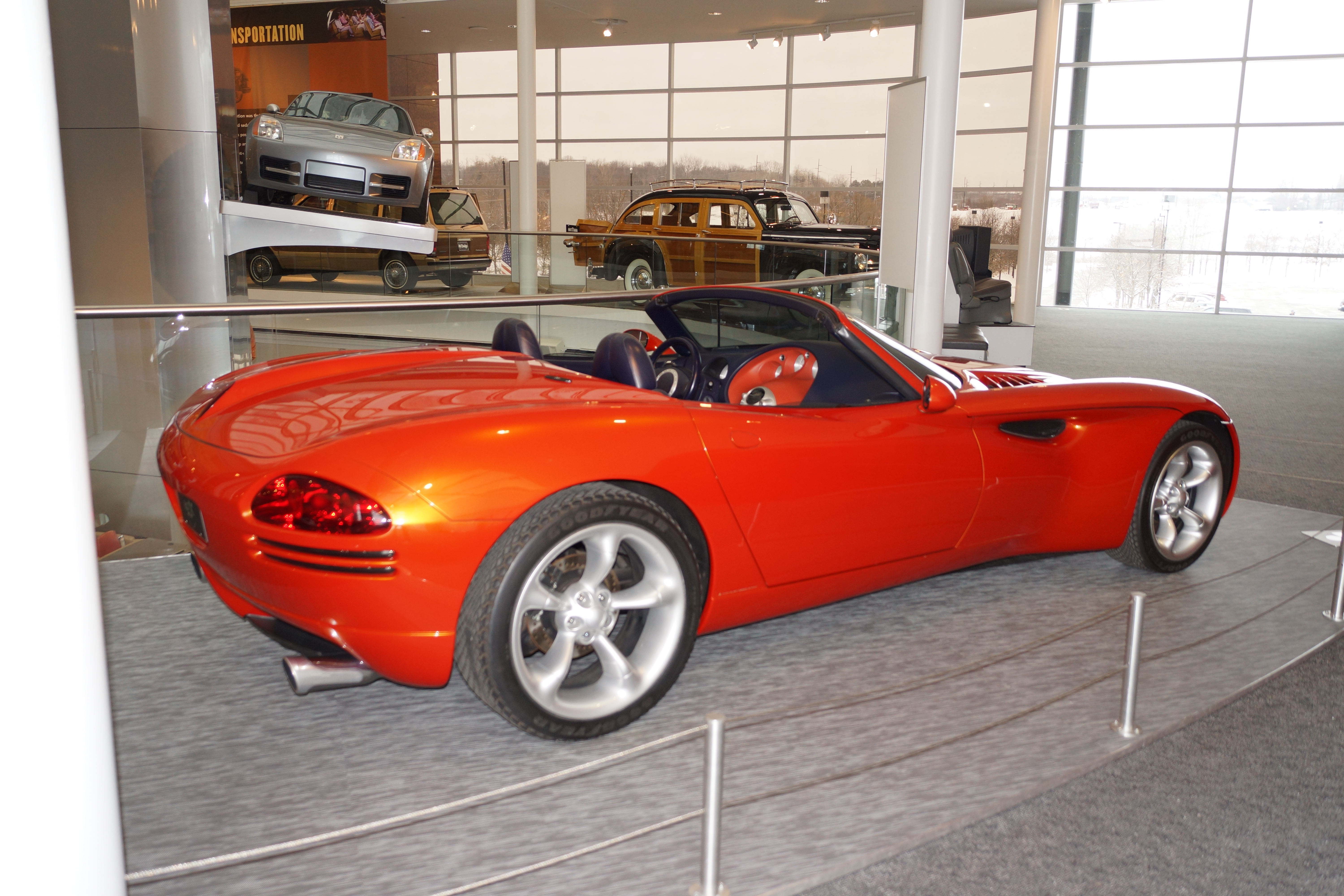
نمای عقب

داج Copperhead (که بعداً به طور غیررسمی به Dodge Concept Car یا Dodge Concept Vehicle تغییر نام داد) یک خودروی مفهومی  بود که توسط داج به عنوان یک نسخه کوچک‌تر و ارزان‌تر از داج وایپر برای خریدارانی که قادر به پرداخت هزینه ۷۵۰۰۰ دلاری وایپر نبودند، ساخته شد.

## بررسی اجمالی
داج Copperhead در سال ۱۹۹۷ در نمایشگاه بین المللی خودرو آمریکای شمالی در دیترویت رونمایی شد.   بسیاری از منتقدان با استایل آیرودینامیک و در عین حال خشن آن با رنگ نارنجی مسی آتشین  و این واقعیت که قیمت فروش آن حدود ۳۰۰۰ دلار آمریکا (۴۵۰۰۰ دلار کمتر از مدل وایپر) خواهد بود، تحت تأثیر قرار گرفتند. Copperhead، بر خلاف وایپر، بیشتر برای هندلینگ و لذت رانندگی ساخته شده بود، در حالی که وایپر بیشتر برای قدرت خالص طراحی شده بود. Copperhead به دلیل بدنه عریض با ارتفاع کم، هندلینگ بسیار خوبی داشت. دوج Copperhead را طوری طراحی کرد که راننده جاده را احساس کند و این کار با انتقال چرخ‌ها به گوشه‌های بدنه، پنج اینچ فاصله از زمین و سیستم تعلیق سفت انجام شد و باعث شد این خودرو بیشتر برای علاقه‌مندان به این خودروها جذاب باشد. داج Copperhead قرار بود در سال ۲۰۰۰ عرضه شود، اما این پروژه لغو شد.

## طراحی
طراحی بیرونی و داخلی Copperhead با وجود خاستگاه و پلت فرم اصلی مشترک با وایپر، کاملاً متمایز است، اما هنوز هم دارای رگه‌هایی از آن مدل می‌باشد. 

### طراحی خارجی
یک کیت بدنه کاملاً جدید که به طور خاص برای Copperhead ساخته شده بود، جایگزین بیشتر بخش‌های وایپر شد تا آن را متمایز کند. این بدنه جدید باعث می‌شد برخی از قسمت‌های پلت فرم اصلی (از نظر شکل یا موقعیت) تغییر یابند یا حذف شوند. طول بدنه داج Copperhead کمی کوتاه‌تر از Viper بود، اما فاصله بین دو محور به اندازه یک فوت (۳۰۰ میلیمتر، ۱۲ اینچ) بیشتر شده‌بود.
ظاهر جدید Copperhead نسبت به وایپر دارای گلگیرهای چرخ بزرگ‌تر، سپر جلوی بزرگ‌تر، جلوپنجره کمی کوچک‌تر، چراغ های جلو قرار گرفته در زیر کاپوت، حفره‌های هوای جانبی روی گلگیرها، حذف ورودی هوای روی کاپوت و دریچه‌های کاپوت کوچک‌تر،  باله عقب بالا، چراغ‌های عقب کوچک‌تر، و چرخ‌های جلو که برای هندلینگ بهتر کمی به جلو کشیده شده‌اند، می‌باشد.

### فضای داخلی
نشان‌گر دور موتور با طراحی ساده‌تری جایگزین شده بود. چهار نشان‌گر در وسط داشبورد قرار داشتند که روغن موتور، سرعت سنج ، سوخت و دما را نشان می‌دادند و چراغ‌های نور بالا و نمایشگرهای راهنما در کنار آن‌ها قرار داشتند. در زیر نشان‌گرها روی کنشول مرکزی کلیدهای کنترل آب و هوا، دو فن تهویه مطبوع، نمایشگر دما، نمایشگر رادیویی FM و سایر عملکردها قرار داشت. زیر کنترل ها اهرم گیربکس ۵ سرعته دستی و اهرم ترمز دستی قرار داشت. طراحی فرمان همچنان مانند فرمان  مورد استفاده برای وایپر سری Phase ZB باقی‌مانده بود.

## مشخصات فنی
داج Copperhead از موتور ۲/۷ لیتری V6 DOHC تمام آلمینیومی ساخت کرایسلر استفاده می‌کرد که به شکل طولی در جلو قرار می‌گرفت. موتور ۲۲۰ اسب بخار (۱۶۴ کیلووات؛ ۲۲۳ اسب بخار متری) در 6000 دور در دقیقه و ۱۸۸ پوند-فوت (۲۵۵ نیوتن متر) در 4900 دور در دقیقه نیرو تولید می‌کرد. تمام نیرو توسط یک گیربکس دستی 5 سرعته با نسبت نزدیک به چرخ‌های عقب فرستاده می‌شد. شاسی براساس دوج وایپر بود، اما به طور گسترده ای برای مطابقت با نیازهای Copperhead اصلاح شده بود. لاستیک‌های آن که در جلو 225/40R18 و در عقب 255/40R18 بودند، که به لطف عرض زیاد و چسبندگی آن‌ها، این خودرو هندلینگ دقیقی داشت. 

## جنجال بر سر نام‌گذاری
پس از رونمایی از Copperhead، داج شکایتی مبنی بر مالکیت حقوق نام "Copperhead" دریافت کرد. یک فورد کوپه سفارشی 1950 متعلق به بیلی گیبنز از گروه راک آمریکایی ZZ Top ، قبلاً با نام Kopperhead ثبت شده بود. در نتیجه، دایملر کرایسلر به‌طور غیررسمی نام خودرو را تغییر داد و در اقلام چاپی، ماکت‌های اندازه کوچک و دیگر موارد به‌جای «Copperhead» به آن «خودروی مفهومی» گفته شد.

## رسانه‌ها
داج Copperhead در بازی‌های Gran Turismo و Gran Turismo 2 ظاهر شد اما پس از دعوای حقوقی بر سر نامگذاری، داج این مدل را در بازی‌ها به "خودروی مفهومی" تغییر نام داد.

## لینک های خارجی
- بررسی اجمالی
- مشخصات فنی
- گالری تصاویر
- صفحه اصلی خودرو ی مفهومی